# Hunnange (Saint-Vith)
Ne doit pas être confondu avec Hunnange (Bullange).
Hunnange (en allemand : Hünningen) est un village de la commune belge de Saint-Vith (en allemand : Sankt Vith) située en Communauté germanophone et en Région wallonne dans la province de Liège.
Avant la fusion des communes de 1977, Hunnange faisait partie de la commune de Crombach.
Le 31 décembre 2015, le village comptait 201 habitants.

## Situation
Hunnange est un petit village traversé par deux routes nationales se coupant en son centre (rond-point). Il s'agit de la route nationale 62 Malmedy - Saint-Vith et de la route nationale 670 menant à l'autoroute E42 dont la sortie 14 se trouve à environ 1 300 m.
Le village se situe entre les localités de Nieder-Emmels et Saint-Vith traversées aussi par la route nationale 62.
L'altitude du village avoisine les 520 m (au rond-point).